# Olcenengo
Olcenengo (piemontesisch Osnengh) ist eine Gemeinde in der italienischen Provinz Vercelli (VC), Region Piemont.

## Lage und Einwohner
Olcenengo liegt 11 km nordwestlich von Vercelli und hat 784 Einwohner (Stand 31. Dezember 2023). Die Nachbargemeinden sind Caresanablot, Casanova Elvo, Collobiano, Quinto Vercellese, San Germano Vercellese und Vercelli. Das Gemeindegebiet umfasst eine Fläche von 16 km². Der Fernwanderweg Via Francigena führt durch die Gemeinde.